# Gran Premio d'Azerbaigian 2024
Il Gran Premio d'Azerbaigian 2024 è stata la diciassettesima prova della stagione 2024 del campionato mondiale di Formula 1. La gara si è svolta domenica 15 settembre sul circuito cittadino di Baku ed è stata vinta dall'australiano Oscar Piastri su McLaren-Mercedes, al secondo successo in carriera; Piastri ha preceduto all'arrivo il monegasco Charles Leclerc su Ferrari e il britannico George Russell su Mercedes.
All'intero weekend di gara hanno assistito 76 000 spettatori.

## Vigilia

### Aspetti tecnici
Per questo Gran Premio la Pirelli, fornitore unico degli pneumatici, offre la scelta tra gomme di mescola C3, C4 e C5, la tipologia di mescole più morbide che caratterizza l'intera gamma messa a disposizione dall'azienda fornitrice degli pneumatici per il campionato. La Pirelli stabilisce la stessa tipologia di pneumatici per questo Gran Premio come a partire dal 2021, dove per l'occasione fu la prima edizione a utilizzare questa tipologia. Essa viene stabilita per l'ottava volta in stagione, e per la seconda volta consecutiva dopo il precedente Gran Premio d'Italia. Prima del Gran Premio d'Olanda, la Pirelli nomina allo stesso tempo la tipologia di pneumatici disponibile per il successivo Gran Premio di Singapore.
La Federazione conferma le due tradizionali zone dove i piloti possono attivare il Drag Reduction System stabilite nella stagione 2016 quando il circuito di Baku debuttò nel calendario del campionato mondiale di Formula 1 ospitando l'ultima edizione del soppresso Gran Premio d'Europa. La prima zona è stabilita sul lungo rettilineo principale dei box, con punto di determinazione del distacco dei piloti fissato alla curva 20, mentre la seconda zona nel tratto compreso tra la curva 2 e la curva 3, con detection point posto prima della seconda curva. Se nella passata edizione il punto di attivazione del dispositivo mobile per la zona DRS posta sul lungo rettilineo principale venne spostato 100 metri più avanti dopo la curva 20, in questa gara esso viene riposizionato come in origine.
Rispetto all'edizione 2023, il circuito è oggetto di modifiche. Un nuova apertura per i veicoli è stata aggiunta all'uscita della pit lane sul lato sinistro, quella alla curva 14 sul lato destro e quella all'entrata della pit lane sul lato sinistro sono state sostituite con un cancello antiurto. Quello all'entrata della pit lane sul lato destro è stato sostituito con un'apertura per i veicoli. I muri in cemento attorno alla pista sono stati riallineati nella via di fuga della curva 1, tra la curva 3 e la curva 4, tra la curva 12 e la curva 13, e alla curva 15 sul lato destro. Quelli nella via di fuga della curva 16 e tra la curva 18 e la curva 19, e quelli che separano i due rettilinei tra la curva 6 e la curva 7 e tra la curva 19 e la curva 20 sul lato sinistro, sono stati sostituiti con dei nuovi. La linea bianca di delimitazione della pista all'uscita della curva 12 è stata spostata più vicino ai muri. Piccoli tratti di nuovo asfalto sono stati posati nel percorso d'uscita dalla corsia dei box tra la curva 2 e la curva 3 su entrambi i lati, tra la curva 7 e la curva 8 e tra la curva 12 e la curva 13 sul lato destro di fronte alle barriera di protezione. Il centro medico ha una nuova localizzazione. Prima dell'inizio della terza sessione di prove libere del sabato, all'apice della curva 18 è stato rimosso un dosso posando una striscia di asfalto sul lato sinistro. Tra l'ingresso e l'uscita della curva 19 sono stati rimossi alcuni dossi. I pannelli luminosi 16 e 17 sono stati sollevati fino a tre metri di altezza.
La Federazione rende noto che al termine della gara del precedente Gran Premio d'italia, tra le prime dieci vetture classificate è stata sorteggiata la Red Bull di Sergio Pérez per le verifiche tecniche. Le ispezioni hanno riguardato il sistema di alimentazione a bassa pressione e la sua conformità con gli articoli 5.11 e 6 del regolamento tecnico, effettuate nel centro tecnico della Federazione a Valleiry, in Francia. Tutti i componenti ispezionati sono risultati essere conformi al regolamento tecnico.

### Aspetti sportivi
Il Gran Premio rappresenta il diciassettesimo appuntamento stagionale a distanza di due settimane dalla disputa del Gran Premio d'Italia, sedicesima gara del campionato. Dopo la disputa del settimo e ultimo weekend di gara consecutivo in Europa, l'ottavo complessivo della stagione nel vecchio continente, il mondiale si sposta tra l'Europa orientale e l'Asia occidentale. Il Gran Premio è il terzo evento dopo la pausa estiva, il secondo di tre prove calendarizzate nel mese di settembre, nonché la quinta gara della seconda parte di stagione. Il Gran Premio si disputa in questo mese per la prima volta, dopo che in precedenza si è tenuto per tre volte ciascuno nel mese di aprile e in quello di giugno. Le motivazioni per cui  l'appuntamento azero è programmato a settembre, al posto della collocazione del Gran Premio del Giappone spostato in aprile, sono da ricercarsi nel tentativo della Federazione di regionalizzare i vari eventi e di rendere più sostenibile la logistica. L'evento giapponese è stato infatti posizionato tra il Gran Premio d'Australia e il Gran Premio di Cina, rendendo possibili tre gare consecutive nell'area dell'Oceano Pacifico, mentre il riposizionamento del Gran Premio d'Azerbaigian rende possibile una sequenza di sette gare da correre consecutivamente in Europa. Il mondiale disputa un appuntamento sulla tipologia di tracciato cittadino per la prima volta dal Gran Premio del Canada. Il contratto per la disputa della gara nel calendario mondiale, sempre sul circuito di Baku, è valevole fino alla stagione 2026, il quale rinnovo viene ufficializzato alla vigilia della precedente edizione. Il Gran Premio è sponsorizzato per la prima volta dalla compagnia di bandiera Qatar Airways. È l'unica edizione, insieme a quella del 2019, che l'evento presenta una sponsorizzazione nella denominazione ufficiale. A questa edizione assistono 76 000 spettatori nel corso del weekend di gara.
Presente nel calendario del campionato mondiale di Formula 1 fin dalla stagione 2017, il Gran Premio d'Azerbaigian vede la sua disputa della settima edizione. Il Gran Premio è sempre stato corso sul circuito di Baku, capitale del Paese, che ospita una prova valida per il campionato di Formula 1 per l'ottava volta. Il circuito è lungo 6 003 metri, il quarto per lunghezza dopo quelli di Spa-Francorchamps, sede del Gran Premio del Belgio, Gedda, sede del Gran Premio d'Arabia Saudita, e Las Vegas, sede del Gran Premio omonimo, si compone di venti curve e presenta un rettilineo lungo 2,2 km, oltre a essere quasi interamente sotto il livello del mare. Il tracciato fu sede anche dell'ultima edizione del soppresso Gran Premio d'Europa corsa nel 2016. Gli organizzatori del Gran Premio, già al termine della stessa stagione, chiesero alla Federazione di potere modificare la denominazione della gara su questa pista in Gran Premio d'Azerbaigian, a partire dal 2017, richiesta poi concessa dall'organo mondiale dell'automobilismo, sostituendo quindi la vecchia denominazione. Il Gran Premio d'Azerbaigian non è stato corso nella stagione 2020. L'edizione fu annullata a causa delle problematiche dettate dalla pandemia di COVID-19 e per le tempistiche della realizzazione del circuito in tempi brevi, insieme ad altri numerosi Gran Premi. Nel corso del campionato 2021, gli organizzatori del Gran Premio aprirono all'idea di ospitare una delle Sprint della stagione, poi non concretizzatasi. L'edizione precedente, invece, oltre a ospitare una delle sei Sprint del campionato, fu la prima della storia della Formula 1 oggetto di un cambio di formato per quei Gran Premi dove è prevista la gara breve, prevedendo una sessione di qualifica denominata "Sprint Shootout" volta a definire la griglia di partenza della Sprint.
Il pilota messicano della Red Bull Racing, Sergio Pérez, è il più vincente nel Gran Premio d'Azerbaigian e sul circuito di Baku, con due successi. Pérez detiene anche il maggior numero di podi in questo appuntamento (4) che sulla pista azera (5), grazie a quello ottenuto nel Gran Premio d'Europa 2016. Oltre a Pérez, anche altri quattro piloti di questo campionato hanno vinto questo appuntamento. Il pilota australiano della RB, Daniel Ricciardo, quello britannico della Mercedes, Lewis Hamilton, quello finlandese della Sauber, Valtteri Bottas, e il compagno di scuderia di Pérez, l'olandese campione del mondo Max Verstappen. Il monegasco Charles Leclerc della Ferrari ha il maggior numero di pole position (3), conquistate consecutivamente. Oltre a Leclerc, altri due piloti partecipanti in questa stagione sono partiti dalla posizione al palo, Hamilton e Bottas. La Red Bull Racing ha il maggior numero di successi nel Gran Premio d'Azerbaigian (4) e di podi (6), mentre la Ferrari di pole position (4). Le due scuderie, insieme alla Mercedes, condividono il maggior numero di giri più veloci (2). La scuderia tedesca ha un'ulteriore podio e un giro più veloce ottenuto nel Gran Premio d'Europa 2016. Dei sette Gran Premi corsi sul circuito di Baku, per due volte a testa essi sono stati vinti dalla pole position e dalla terza posizione (28,57%). Nelle prime cinque edizioni della gara, essa è stata vinta da cinque piloti differenti. L'autore del giro più veloce è stato sempre diverso fin dalla prima corsa ospitata su questa pista nel 2016. La vittoria è arrivata sono in un'occasione dalla partenza al palo. La posizione più indietro dal quale è stata vinta la corsa in griglia di partenza è stata la decima posizione. Nel Gran Premio d'Europa 2016, corso su questa pista, si registrò la velocità massima più alta complessiva di 378 km/h con Bottas allora alla guida della Williams, dato reso noto dalla scuderia britannica secondo la propria telemetria. La velocità massima registrata dalla Federazione fu di 366,1 km/h. Il Gran Premio d'Azerbaigian non ha mai assegnato né il titolo piloti né quello costruttori. Il giro più veloce di Leclerc nell'edizione del 2019 fu il duecentocinquantesimo per la Ferrari. Il monegasco ottenne i primi punti in carriera con la Sauber nel 2018. Il canadese Lance Stroll dell'Aston Martin ottenne il primo podio della carriera nell'edizione inaugurale del 2017, il più giovane rookie a riuscirci.
Il pilota danese della Haas, Kevin Magnussen, è escluso dalla partecipazione al Gran Premio. Nel precedente appuntamento in Italia, egli viene penalizzato di dieci secondi sul tempo di gara e di due punti sulla superlicenza per aver causato una collisione con il pilota francese dell'Alpine, Pierre Gasly. Con un totale di dodici punti accumulati sulla superlicenza nel periodo di dodici mesi, i punti massimi consentiti secondo il regolamento sportivo, questo porta Magnussen a saltare un appuntamento. Il pilota danese è il primo a essere escluso dalla partecipazione a un Gran Premio da Romain Grosjean nella stagione 2012 e il primo in assoluto da quando è stato implementato il sistema di penalità a punti. Il posto di Magnussen viene occupato dal pilota di riserva della Ferrari e della stessa Haas, oltre che di Formula 2 per il team Prema Racing, il britannico Oliver Bearman. Egli ha già corso in stagione, debuttando in un Gran Premio di Formula 1, in quello d'Arabia Saudita con il numero 38, alla Ferrari al posto dello spagnolo Carlos Sainz Jr., in quanto a quest'ultimo era stata diagnosticata un'appendicite. Esso è stato anche schierato nel corso della prima sessione di prove libere del Gran Premio dell'Emilia-Romagna, al posto del danese Kevin Magnussen, nel Gran Premio di Spagna, al posto di Hülkenberg, nel Gran Premio di Gran Bretagna, al posto di Magnussen, e nel Gran Premio d'Ungheria, al posto di Hülkenberg. In questa occasione, il britannico corre con il 50 quale numero di gara, utilizzato per l'ultima volta da Rupert Keegan nel Gran Premio degli Stati Uniti d'America-Est 1980. Bearman ha già corso sul circuito di Baku, ottenendo la vittoria sia nella sprint race che nella feature race di Formula 2 nel 2023. L'altro rookie del campionato, l'argentino Franco Colapinto della Williams, che ha sostituito lo statunitense Logan Sargeant a partire dalla precedente gara a Monza, corre invece per la prima volta sul circuito azero. Il francese dell'Alpine, Esteban Ocon, prende parte al centocinquantesimo Gran Premio in Formula 1.
La Ferrari ufficializza Loïc Serra, in arrivo dalla Mercedes, quale nuovo direttore tecnico del telaio, al posto di Enrico Cardile, passato all'Aston Martin. Adrian Newey, in precedenza progettista aerodinamico della Red Bull Racing, firma un accordo con la scuderia britannica a partire dal 2025. La Federazione conclude le indagini riguardanti le normative finanziarie per la stagione 2023 comunicando che tutti i dieci costruttori non hanno infranto le regole sul tetto di spesa. Due costruttori di power unit, Honda e Renault, non hanno inviato tutta la documentazione richiesta entro i termini previsti, restando comunque all’interno del budget cap. In entrambi i casi, la FIA ha rilevato infrazioni di tipo procedurale, proponendo come soluzione un accordo negoziale a entrambi i costruttori.
L'ex pilota di Formula 1 Johnny Herbert è nominato commissario aggiunto. Il britannico ha svolto in passato, in diverse occasioni, tale funzione, l'ultima nel precedente Gran Premio d'Italia. È la casa automobilistica britannica Aston Martin a fornire la safety car e la medical car, per l'ultima volta fornitrice delle vetture nel precedente Gran Premio d'Italia.

## Prove

### Resoconto
Max Verstappen è il più rapido delle prime prove libere del venerdì. Il campione del mondo ha preceduto, di tre decimi, Lewis Hamilton, mentre, al terzo posto, si è classificato l'altro pilota della Red Bull Racing, Pérez. Si sono classificate più indietro le due McLaren, che però non hanno mai utilizzato le gomme a mescola morbida. La pista si è dimostrata lenta, rispetto all'analoga sessione del 2023, di ben tre secondi. La sessione è stata interrotta, con bandiera rossa, in tre occasioni: la prima causata dalla presenza di detriti in pista, la seconda da un'uscita di pista per Leclerc, alla curva 15; nella terza occasione, invece, è stato il pilota della Williams, Franco Colapinto, a perdere il controllo della monoposto, alla curva 4. In questo caso gli effetti dell'impatto contro le barriere, sulla vettura, sono stato più pesanti.
Nella sessione pomeridiana la Ferrari ha dimostrato maggiore competitività: Charles Leclerc ha colto la migliore prestazione, di sei millesimi su Pérez, e di 60 su Hamilton; Sainz Jr., invece, ha chiuso col quinto tempo. Dopo i primi minuti della sessione, sulla vettura del monegasco è stata cambiata la scatola dello sterzo. Ha chiuso solo con il sesto tempo Verstappen, che ha anche compiuto un errore di guida, a causa del fastidio provocato dai raggi del sole, tanto da passare, in seguito, all'utilizzo di una visiera più scura. Nel corso della sessione c'è stato un rischio d'incidente tra Oscar Piastri e Pierre Gasly.
Al termine della seconda sessione di prove libere, Carlos Sainz Jr. e Sergio Pére vengono convocati dai commissari sportivi in quanto il pilota spagnolo ha ostacolato quello messicano alla curva 13. Il pilota della Ferrari riceve un avvertimento.
Durante le prime due sessioni di prove libere del venerdì, Carlos Sainz Jr. e Daniel Ricciardo utilizzano l'assemblaggio di una trasmissione al di fuori dell'allocazione prevista secondo il regolamento tecnico. Entrambi i piloti non sono penalizzati sulla griglia di partenza in quanto tale operazione rientra tra quelle effettuabili nel numero massimo consentito dal regolamento tecnico.
Prima dell'inizio della terza sessione di prove libere del sabato, sulla vettura di Zhou Guanyu viene installata la terza unità relativa al sistema di recupero dell'energia e quella dell'unità di controllo elettronico. Il pilota cinese della Sauber è costretto a partire dal fondo dello schieramento in quanto i nuovi due componenti installati superano quello utilizzabili nel numero massimo stabilito dal regolamento tecnico. Sulla vettura di Lando Norris e Daniel Ricciardo viene installata la quarta scatola del cambio e la quarta trasmissione. Sulla vettura di Pierre Gasly la quinta unità di entrambi gli stessi componenti. Tutti e tre i piloti non sono penalizzati sulla griglia di partenza in quanto i nuovi componenti installati rientrano tra quelli utilizzabili nel numero massimo stabilito dal regolamento tecnico.
Le prove libere del sabato registrano il miglior tempo per George Russell, che stacca, per 13 millesimi, Leclerc. Alle spalle del pilota della Ferrari si classificano le due McLaren. La pista risulta ancora lenta, rispetto alle previsioni della viglia, che stimavano un tempo attorno al minuto e 39 secondi. La sessione è stata interrotta, in due occasioni, con bandiera rossa. La prima volta per la necessità di recuperare la monoposto di Esteban Ocon, ferma sulla pista per un problema alla power unit, e la seconda per un lungo di Oliver Bearman alla prima curva, con la sua vettura in parte danneggiata per un contatto contro le barriere.
Sergio Pérez riceve un avvertimento da parte dei commissari sportivi per aver ostacolato Carlos Sainz Jr. alla curva 15. Charles Leclerc viene convocato per non aver rallentato sotto il regime di bandiere gialle. Il pilota monegasco della Ferrari riceve un avvertimento legato alla guida.

### Risultati
Nella prima sessione del venerdì si è avuta questa situazione:
| Pos | Nº | Pilota         | Costruttore                | Tempo    | Gap    | Giri |
| --- | -- | -------------- | -------------------------- | -------- | ------ | ---- |
| 1   | 1  | Max Verstappen | Red Bull Racing-Honda RBPT | 1'45"546 |        | 21   |
| 2   | 44 | Lewis Hamilton | Mercedes                   | 1'45"859 | +0"313 | 19   |
| 3   | 11 | Sergio Pérez   | Red Bull Racing-Honda RBPT | 1'45"922 | +0"376 | 17   |

Nella seconda sessione del venerdì si è avuta questa situazione:
| Pos | Nº | Pilota          | Costruttore                | Tempo    | Gap    | Giri |
| --- | -- | --------------- | -------------------------- | -------- | ------ | ---- |
| 1   | 16 | Charles Leclerc | Ferrari                    | 1'43"484 |        | 20   |
| 2   | 11 | Sergio Pérez    | Red Bull Racing-Honda RBPT | 1'43"490 | +0"006 | 23   |
| 3   | 44 | Lewis Hamilton  | Mercedes                   | 1'43"550 | +0"066 | 22   |

Nella sessione del sabato si è avuta questa situazione:
| Pos | Nº | Pilota          | Costruttore      | Tempo    | Gap    | Giri |
| --- | -- | --------------- | ---------------- | -------- | ------ | ---- |
| 1   | 63 | George Russell  | Mercedes         | 1'42"514 |        | 15   |
| 2   | 16 | Charles Leclerc | Ferrari          | 1'42"527 | +0"013 | 17   |
| 3   | 4  | Lando Norris    | McLaren-Mercedes | 1'42"737 | +0"223 | 15   |

## Qualifiche

### Resoconto
Bottas chiude il primo giro in 1'44"876, battuto da Yuki Tsunoda; va al comando, in seguito, Albon, prima che Franco Colapinto porti il limite in 1'44"204. Tocca a Max Verstappen scendere sotto il minuto e 44 secondi, migliorato, a sua volta, dall'altro pilota della Red Bull Racing, Pérez, con  1’43"436. Leclerc s'intercala fra i due piloti del costruttore austriaco, mentre le McLaren hanno il quarto e quinto tempo. Alonso è sesto, mentre Sainz Jr. commette un errore, nel suo primo tentativo; si rifarà, poco dopo, salendo in seconda posizione. La pista sembra migliorare costantemente: Colapinto torna terzo, Albon rimonta all'ottavo posto, mentre Oscar Piastri progredisce fino alla quinta posizione, preceduto, poco dopo, da Norris. Sainz Jr. commette un altro errore di guida, mentre Pérez conferma la sua velocità, ritoccando il miglior tempo (1'43"213); il messicano viene battuto da Leclerc e da Russell, secondo. Le Mercedes, dopo un primo tentativo in gomme medie, sono passate all'uso di quelle soft. Hamilton segna il quarto tempo, così come si migliorano le due RB, con Ricciardo settimo e Tsunoda quarto. Ocon colpisce un muretto, ma può proseguire. Bottas entra nei primi dieci tempi, sfruttando la scia di Zhou. Si migliorano ancora le due Williams: Alexander Albon segna il secondo tempo, Colapinto il terzo. In seguito Nico Hülkenberg si piazza tra i due. Risale in nona posizione Bearman, Verstappen recupera la terza posizione. La pista, in miglioramento, costringe anche i piloti delle scuderie di punta a cercare un giro rapido, negli ultimi secondi di sessione. Piastri segna il terzo tempo, mentre Lando Norris decide di non completare il suo tentativo, dopo aver rallentato, a causa dell'esposizione delle bandiere gialle. Ciò non consente al britannico di accedere alla fase seguente. Oltre a lui, sono eliminati Ricciardo, Bottas, Zhou e Ocon.
Nella seconda fase Carlos Sainz Jr. marca 1'43"225, otto millesimi meglio di Albon. Resta a due decimi Leclerc, che però ha utilizzato gomme già usate. Russell batte lo spagnolo e, a sua volta, viene battuto da Piastri (1'42"598). Hamilton è quinto, mentre Bearman scala terzo. Verstappen coglie il primo posto, con 1'42"042, non venendo battuto da Pérez, che si piazza alle sue spalle. Russell annuncia alla radio che il miglioramento della pista sembra ora cessato. Sainz Jr. risale, comunque, al terzo posto, mentre Charles Leclerc si porta al secondo, staccato di soli 14 millesimi dal tempo del campione del mondo. Gasly prende la settima piazza, battuto da Albon. Russell rimonta al quarto posto, mentre Tsunoda è ottavo. Colapinto risale quinto, migliorato però da Fernando Alonso; Bearman, con l'undicesimo tempo, non può evitare l'eliminazione. Assieme al pilota della Haas, non passano alla terza fase Tsunoda, Gasly, Hülkenberg e Stroll.
Nella fase decisiva il primo a chiudere un giro è Russell (1'41"962); Lewis Hamilton è più lento di 5 cinque decimi. Chi è più rapido è Piastri (1'41"827), prima che Leclerc, con 1'41"610, colga la pole position provvisoria. Sainz Jr. è secondo, mentre Alonso chiude col sesto tempo. Verstappen è quinto, staccato di sei decimi dal tempo del monegasco. Anche Sergio Pérez batte il tempo del suo compagno di team. La Williams rimanda in pista, per il secondo giro veloce, Albon ma con della strumentazione ancora fissata sulla presa d'aria della monoposto. Il pilota thailandese deve fermarsi al termine della corsia dei box e liberare da solo l'ostruzione. Russell si migliora, ma resta quarto, così come Hamilton, che non guadagna posizioni; di questo è capace Piastri, che prende la seconda piazza a Sainz Jr.. Anche Leclerc, ormai sicuro della partenza al palo, lima ancora il suo tempo. Le due Red Bull Racing confermano che Pérez è più veloce di Verstappen.
Charles Leclerc conquista la ventiseiesima pole position in carriera, la terza della stagione, la prima dopo quella ottenuta nel Gran Premio del Belgio. Per il pilota monegasco della Ferrari è la quarta partenza al palo nel Gran Premio d'Azerbaigian, nonché consecutiva. Per la scuderia di Maranello è la duecentocinquantaduesima partenza in prima posizione della storia, la terza della stagione, la prima dopo quella ottenuta in Belgio proprio con Leclerc, la quinta complessiva in questo appuntamento, di cui le ultime quattro consecutive. Piastri è secondo, alla quinta prima fila in carriera, senza che ancora l'australiano della McLaren sia riuscito a partire dalla prima posizione in un Gran Premio. Il suo posto in griglia è la prima partenza tra i primi sei della McLaren sul circuito di Baku. Sainz Jr. è terzo, alla sua migliore qualifica di sempre a Baku e alla sua prima partenza tra i primi tre dopo il Gran Premio di Monaco.
Pérez è quarto, e si qualifica davanti al compagno Verstappen per la prima volta dal 2023, dopo una striscia di trentatré gare consecutive. L'olandese, sesto, parte fuori dai primi cinque per la terza volta nelle ultime quattro gare. Russell, con la quinta posizione, eguaglia la miglior partenza di sempre sul circuito di Baku. Il britannico della Mercedes vince il testa a testa in qualifica col compagno Hamilton per 13-4. Quest'ultimo, settimo, ha solo tre partenze tra i primi quattro in stagione. Alonso, ottavo, c'entra il Q3 per la quinta volta nelle ultime sei gare. Colapinto, nono, è il primo argentino a partire nei primi dieci da Carlos Reutemann nel Gran Premio del Brasile. È anche il primo pilota Williams a qualificarsi davanti ad Albon dal Gran Premio di Gran Bretagna 2022. Il thailandese, decimo, raggiunge il Q3 per la sesta volta in stagione e per la terza gara di fila. Il costruttore britannico presenta due vetture nell'ultima fase delle qualifiche per la prima volta in stagione. Bearman, undicesimo, e alla prima qualifica con la Haas, fa meglio del compagno Hülkenberg. Il tedesco si è qualificato davanti all'escluso Magnussen per 13-3 in stagione. Per Hülkenberg la quattordicesima posizione è la piazza di partenza più alta dall'edizione del 2018. Tsunoda manca l'accesso al Q3 per la prima volta in quattro partecipazioni in questo appuntamento, mentre Gasly è tredicesimo, qualificato davanti al compagno Ocon in tutte le ultime tre gare dopo la pausa estiva. Stroll, quindicesimo, ha raggiunto la Q3 solamente una volta nelle ultime sei gare azere. Ricciardo è eliminato per la prima volta in Q1 alla sua settima visita su questa pista. Per l'australiano della RB è la quinta eliminazione in Q1 della stagione, una in più del compagno Tsunoda. Norris si qualifica diciassettesimo, subendo la sua prima eliminazione in Q1 dal Gran Premio di Las Vegas 2023. La posizione di qualificazione più bassa per il britannico riuscendo poi a concludere a podio è stata la decima, nel Gran Premio del Qatar 2023. L'ultima volta che è salito sul podio dal diciassettesimo posto è stato sul circuito di Silverstone, nel campionato F3 britannico del 2016. La McLaren era stata l'unica squadra a portare entrambe le vetture in Q3 in ogni gara del campionato. Bottas si qualifica davanti al compagno Zhou per la sedicesima volta in diciassette gare dell'anno. Ocon è il pilota più lento. Il francese dell'Alpine è partito dalla pit lane nell'edizione precedente.
Leclerc eguaglia Mika Häkkinen all'undicesimo posto di sempre per il maggior numero di pole position nella storia del mondiale. Egli ottiene ventisei partenze al palo con la Ferrari, le stesse ottenute dallo stesso Häkkinen e da Hamilton con la McLaren, al nono posto nella classifica di tutti i tempi con un unico costruttore. Leclerc, alla trentottesima prima fila, la sesta del campionato, estende il record quale pilota col maggior numero di pole position nel Gran Premio d'Azerbaigian e sul circuito di Baku, senza essere riuscito mai a vincere la gara. Entrambe le sedi diventano gli appuntamenti dove il monegasco ha centrato il maggior numero di pole position in carriera. Leclerc è il secondo pilota della Ferrari dopo Michael Schumacher ha conquistare quattro pole position consecutive su una stessa pista. Il costruttore italiano, alla quinta partenza al palo sul circuito di Baku, estende il record quale già costruttore col maggior numero di partenze in prima posizione nel Gran Premio d'Azerbaigian, senza essere riuscito mai a vincere la corsa. Tutte le vittorie della Red Bull Racing in questo appuntamento sono arrivate con piloti partiti oltre la prima fila. Una vettura dell'Alpine ha occupato l'ultima fila o è partita dalla pit lane in quattro precedenti gare sul circuito di Baku. La prima fila è occupata dagli stessi due piloti per la seconda volta in stagione su un altro circuito cittadino dopo il Gran Premio di Monaco, quando nell'occasione i primi tre piloti più rapidi furono identici a questa qualifica. Sette dei ventuno piazzamenti sul podio sulla pista azera non sono arrivati dai primi cinque piloti in griglia.
Sono stati cancellati sette tempi dai commissari sportivi ai piloti per non aver rispettato i limiti della pista, durante le qualifiche. Si sono visti cancellare il tempo tre volte Carlos Sainz Jr. (una volta alla curva 15, una volta alla curva 1 e una volta alla curva 2), due volte Charles Leclerc (entrambe le volte alla curva 15), una volta George Russell ed Esteban Ocon (alla curva 15). Leclerc (alla curva 1), Pierre Gasly e Daniel Ricciardo (alla curva 2) si sono visti cancellare un tempo per l'esposizione delle bandiere gialle. Sainz Jr., Ocon e Alexander Albon non ricevono sanzioni da parte dei commissari sportivi, per non aver rispettato le istruzioni stabilite dalla direzione gara. Tutti e tre i piloti hanno superato il tempo limite di due minuti e sei secondi valevole tra la seconda linea della safety car e la prima di essa. Sainz Jr. per tre volte, nel corso del quinto, sesto e settimo giro in Q1, Ocon nel corso del nono, sempre nella stessa fase, e Albon nel corso del ventesimo in Q3.
La RB è stata sanzionata con 400 euro da parte della Federazione in quanto Yuki Tsunoda ha superato la velocità massima stabilita dentro la corsia dei box, durante la Q1.
Al termine delle qualifiche, Alexander Albon viene convocato dai commissari sportivi per essere stato mandato in pista da parte dei meccanici in condizioni non di sicurezza con della strumentazione ancora attaccata alla monoposto, durante la Q3. La Williams viene sanzionata con 5 000 euro da parte della Federazione. George Russell viene convocato per non aver rallentato sotto il regime di bandiere gialle in Q1. Il pilota britannico della Mercedes riceve una reprimenda legata alla guida. Dopo le verifiche effettuate dalla Federazione, la vettura di Pierre Gasly risulta aver superato il flusso di massa istantaneo di carburante, durante la Q2. Il pilota francese dell'Alpine viene convocato dai commissari sportivi. Gasly, qualificatosi in tredicesima posizione, viene squalificato. Egli è autorizzato alla partenza della gara da parte dei commissari sportivi.

### Risultati
Nella sessione di qualifica si è avuta questa situazione:
| Pos                         | Nº | Pilota           | Costruttore                  | Q1       | Q2       | Q3       | Griglia |
| --------------------------- | -- | ---------------- | ---------------------------- | -------- | -------- | -------- | ------- |
| 1                           | 16 | Charles Leclerc  | Ferrari                      | 1'42"775 | 1'42"056 | 1'41"365 | 1       |
| 2                           | 81 | Oscar Piastri    | McLaren-Mercedes             | 1'43"033 | 1'42"598 | 1'41"686 | 2       |
| 3                           | 55 | Carlos Sainz Jr. | Ferrari                      | 1'43"357 | 1'42"503 | 1'41"805 | 3       |
| 4                           | 11 | Sergio Pérez     | Red Bull Racing-Honda RBPT   | 1'43"213 | 1'42"263 | 1'41"813 | 4       |
| 5                           | 63 | George Russell   | Mercedes                     | 1'43"139 | 1'42"329 | 1'41"874 | 5       |
| 6                           | 1  | Max Verstappen   | Red Bull Racing-Honda RBPT   | 1'43"097 | 1'42"042 | 1'42"023 | 6       |
| 7                           | 44 | Lewis Hamilton   | Mercedes                     | 1'43"089 | 1'42"765 | 1'42"289 | PL      |
| 8                           | 14 | Fernando Alonso  | Aston Martin Aramco-Mercedes | 1'43"472 | 1'42"426 | 1'42"369 | 7       |
| 9                           | 43 | Franco Colapinto | Williams-Mercedes            | 1'43"138 | 1'42"473 | 1'42"530 | 8       |
| 10                          | 23 | Alexander Albon  | Williams-Mercedes            | 1'42"899 | 1'42"840 | 1'42"859 | 9       |
| 11                          | 50 | Oliver Bearman   | Haas-Ferrari                 | 1'43"471 | 1'42"968 | N.D.     | 10      |
| 12                          | 22 | Yuki Tsunoda     | RB-Honda RBPT                | 1'43"337 | 1'43"035 | N.D.     | 11      |
| 13                          | 27 | Nico Hülkenberg  | Haas-Ferrari                 | 1'43"101 | 1'43"191 | N.D.     | 12      |
| 14                          | 18 | Lance Stroll     | Aston Martin Aramco-Mercedes | 1'43"370 | 1'43"404 | N.D.     | 13      |
| 15                          | 3  | Daniel Ricciardo | RB-Honda RBPT                | 1'43"547 | N.D.     | N.D.     | 14      |
| 16                          | 4  | Lando Norris     | McLaren-Mercedes             | 1'43"609 | N.D.     | N.D.     | 15      |
| 17                          | 77 | Valtteri Bottas  | Kick Sauber-Ferrari          | 1'43"618 | N.D.     | N.D.     | 16      |
| 18                          | 24 | Zhou Guanyu      | Kick Sauber-Ferrari          | 1'44"246 | N.D.     | N.D.     | 17      |
| 19                          | 31 | Esteban Ocon     | Alpine-Renault               | 1'44"504 | N.D.     | N.D.     | PL      |
| SQ                          | 10 | Pierre Gasly     | Alpine-Renault               | 1'43"088 | 1'43"179 | N.D.     | 18      |
| Tempo limite 107%: 1'49"969 |    |                  |                              |          |          |          |         |

In grassetto sono indicate le migliori prestazioni in Q1, Q2 e Q3.

## Gara

### Resoconto
Prima della gara, sulla vettura di Lewis Hamilton ed Esteban Ocon viene installata la quinta unità relativa al motore a combustione interna, al turbocompressore e all'MGU-H. Sulla vettura del britannico della Mercedes viene installata anche la quinta unità relativa all'MGU-K, e sulla vettura del francese dell'Alpine la settima unità relativa all'impianto di scarico. Entrambi i piloti, qualificatisi rispettivamente in settima e diciannovesima posizione, sono costretti a partire dalla pit lane in quanto i quattro componenti installati sulla vettura di Hamilton, e i primi tre sulla vettura di Ocon, vengono sostituiti senza l'approvazione del delegato tecnico della Federazione sotto il regime di parco chiuso.
Charles Leclerc, partito dalla pole position, mantiene il primo posto, al via. Alle sue spalle Piastri è secondo, davanti a Sergio Pérez, che ha superato Sainz Jr. Più dietro anche Verstappen ha preso la posizione a Russell. La classifica rimane, in sostanza, invariata fino al tredicesimo giro, quando Max Verstappen si ferma per montare gomme hard. Un giro dopo tocca a Pérez. Al sedicesimo giro si ferma anche Piastri, mentre Pérez passa Norris per il quinto posto. Un giro ed è il turno di Leclerc di entrare nella corsia dei box. Il pilota della Ferrari monta gomme dure e rientra appena davanti ad Albon, ancora senza sosta, e Piastri. Primo ora è il suo compagno di team Sainz Jr. Dopo la sosta dello spagnolo torna al comando Leclerc, che conduce davanti a Piastri, Pérez, Albon, Norris e Sainz Jr. Dopo due giri Piastri sorpassa il monegasco alla prima curva, prendendo così la vetta della graduatoria. Nei giri successivi Carlos Sainz Jr. supera sia Norris che Albon, tornando quarto.
Nella parte centrale della gara Piastri, Leclerc e Pérez sono molto vicini. Il ferrarista tenta, in diverse occasioni, di affiancare l'australiano alla prima curva per tornare al comando, senza però avere lo spunto sufficiente. Questa battaglia fra i primi tre permette a Sainz Jr. di avvicinarsi. Al trentaquattresimo giro George Russell supera Verstappen, salendo in sesta posizione. Tre giri prima, Albon si era fermato per la sosta. Lando Norris, partito con gomme dure, attende fino al trentottesimo passaggio per passare a gomme medie. Il pilota della McLaren rientra in gara settimo, alle spalle di Verstappen. Norris riduce, di giro in giro, il distacco dall'olandese, riuscendo a passarlo al quarantanovesimo giro. Al penultimo passaggio, Pérez attacca Leclerc in curva uno, ma non riesce a sorpassarlo; ciò permette a Sainz Jr. di passare il messicano e di impensierire Leclerc. Tra la seconda e terza curva, Pérez e Sainz Jr. vanno a contatto, terminando la gara contro il muro. Il Gran Premio viene neutralizzato per i due giri finali con la virtual safety car.
Oscar Piastri vince il secondo Gran Premio in carriera dopo il successo in quello d'Ungheria. Per la McLaren è il centoottantasettesimo trionfo della propria storia, la quarta vittoria della stagione, la prima da quella ottenuta nel Gran Premio d'Olanda con Norris, nonché la prima vittoria nel Gran Premio d'Azerbaigian. Per Leclerc, secondo, al miglior risultato sul circuito di Baku, è il trentanovesimo podio in carriera, il nono del campionato e il quarto consecutivo. È il quarantesimo podio per un pilota monegasco nella storia del mondiale. Il portacolori della Ferrari non riesce a vincere dopo quattro pole position consecutive. Leclerc ha solamente vinto una volta dalle sue ultime quindici partenze dalla pole position. Russell chiude terzo, al quattordicesimo podio in carriera e il terzo della stagione.
Verstappen, quinto, ha solamente ottenuto un podio nelle ultime cinque gare. La sesta posizione di Alonso è il miglior risultato stagionale per lui e per l'Aston Martin dal Gran Premio del Canada. Albon, settimo, segna il miglior risultato della Williams in campionato. Il team britannico prende l'ottavo posto in classifica costruttori ai danni dell'Alpine. Colapinto, ottavo, prende punti nella seconda gara in carriera. Egli è il primo argentino a punti da Carlos Reutemann nel Gran Premio del Sudafrica 1982, il secondo rookie del campionato e il trecentocinquantatreesimo nella storia del mondiale. Il pilota della Williams segna più punti in due gare di quanti ne ha realizzati il suo predecessore, Logan Sargeant, in questa stagione e in quella precedente. Il costruttore di Grove prende punti con entrambe le vetture solo per la seconda volta nelle ultime tre stagioni, e per la prima volta dal Gran Premio degli Stati Uniti d'America 2023. Il nono posto di Hamilton è stato il suo sedicesimo piazzamento a punti in diciassette gare dell'anno. Il pilota britannico della Mercedes supera i 100 000 chilometri percorsi in carriera, il secondo a riuscirci dopo Alonso. Bearman, decimo, segna un nuovo record quale primo pilota della storia a punti con due costruttori diversi nelle prime due gare in carriera. Hülkenberg termina undicesimo per la settima volta in stagione, battendo il record di Michele Alboreto della stagione 1992 per il maggior numero di volte in cui ha concluso una posizione fuori dalla zona punti in un singolo campionato. Per Ocon è stato il centocinquantesimo Gran Premio nella categoria.
Piastri, all'ottavo podio in carriera, diventa il quinto pilota a vincere più gare in questa stagione, eguagliando i successi di Hamilton, Norris e Leclerc, dietro solo a Verstappen. Egli è il sesto pilota diverso a vincere in sette edizioni della gara, il settimo differente in otto Gran Premi corsi sul circuito di Baku, il secondo australiano a trionfare in questo appuntamento dopo Ricciardo nell'edizione inaugurale del 2017. Piastri vince la seconda gara della sua carriera dopo essere sempre partito secondo. L'australiano, che ha ottenuto più punti di tutti nelle ultime sette gare, vince la centesima corsa a partire dal 2020. Egli è il quarto vincitore diverso nelle ultime quattro gare. La McLaren trionfa nel trentaduesimo Gran Premio diverso e sul quarantanovesimo circuito differente, e termina una striscia di tre vittorie consecutive della Red Bull Racing in questa gara. La scuderia di Woking, che ottiene il centosettantesimo giro più veloce, diventando il team più vincente in stagione dietro solo la scuderia austriaca, vince per la prima volta sul circuito di Baku senza che in precedenza aveva ottenuto il podio. È solamente il terzo costruttore diverso a trionfare in questo appuntamento in sette edizioni. Per una vettura motorizzata Mercedes è la duecentodiciannovesima vittoria.
Il premio del pilota del giorno viene assegnato per la cinquantaseiesima volta al vincitore del Gran Premio, e per la sesta gara di fila del campionato, nonché per la seconda volta in stagione a Piastri. È stato il terzo più veloce Gran Premio d'Azerbaigian e il quarto complessivo sul circuito di Baku sul tempo della distanza di gara, corso alla media di 197,522 km/h. La corsa viene vinta per la seconda volta da un pilota partito in seconda posizione. Norris, al decimo giro più veloce in carriera, è l'ottavo autore diverso del giro più rapido in altrettante corse disputate sul circuito azero. Per la quarta edizione consecutiva il poleman, che è sempre stato Leclerc, non è il pilota vincente della gara. Il podio composto da Piastri, Leclerc e Russell è inedito nella storia del mondiale, il settecentotrentaseiesimo differente. È il secondo Gran Premio della storia, dopo quello d'Australia di questo stesso campionato, a terminare in regime di virtual safety car. Norris riduce il distacco in campionato da Verstappen a 59 punti con sette Gran Premi e tre Sprint da disputare. La McLaren conduce la classifica costruttori per la prima volta dal Gran Premio d'Australia 2014, la prima corsa dell'era turbo-ibrida. La Red Bull Racing termina una striscia di cinquantacinque gare consecutive da leader di questa classifica, a partire dal Gran Premio di Spagna 2022. Per la prima volta dal 2012 il campionato figura cinque piloti con almeno due successi a testa.
Sono stati cancellati due tempi dai commissari sportivi ai piloti per non aver rispettato i limiti della pista, durante la gara. Si sono visti cancellare il tempo Max Verstappen (alla curva 15) e Esteban Ocon (alla curva 1).

### Risultati
I risultati del Gran Premio sono i seguenti:
| Pos | Nº | Pilota           | Costruttore                  | Giri | Tempo/Ritiro                | Griglia | Punti |
| --- | -- | ---------------- | ---------------------------- | ---- | --------------------------- | ------- | ----- |
| 1   | 81 | Oscar Piastri    | McLaren-Mercedes             | 51   | 1h32'58"007                 | 2       | 25    |
| 2   | 16 | Charles Leclerc  | Ferrari                      | 51   | +10"910                     | 1       | 18    |
| 3   | 63 | George Russell   | Mercedes                     | 51   | +31"328                     | 5       | 15    |
| 4   | 4  | Lando Norris     | McLaren-Mercedes             | 51   | +36"143                     | 15      | 13    |
| 5   | 1  | Max Verstappen   | Red Bull Racing-Honda RBPT   | 51   | +1'17"098                   | 6       | 10    |
| 6   | 14 | Fernando Alonso  | Aston Martin Aramco-Mercedes | 51   | +1'25"468                   | 7       | 8     |
| 7   | 23 | Alexander Albon  | Williams-Mercedes            | 51   | +1'27"396                   | 9       | 6     |
| 8   | 43 | Franco Colapinto | Williams-Mercedes            | 51   | +1'29"541                   | 8       | 4     |
| 9   | 44 | Lewis Hamilton   | Mercedes                     | 51   | +1'32"401                   | PL      | 2     |
| 10  | 50 | Oliver Bearman   | Haas-Ferrari                 | 51   | +1'33"127                   | 10      | 1     |
| 11  | 27 | Nico Hülkenberg  | Haas-Ferrari                 | 51   | +1'33"465                   | 12      |       |
| 12  | 10 | Pierre Gasly     | Alpine-Renault               | 51   | +1'57"189                   | 18      |       |
| 13  | 3  | Daniel Ricciardo | RB-Honda RBPT                | 51   | +2'26"907                   | 14      |       |
| 14  | 24 | Zhou Guanyu      | Kick Sauber-Ferrari          | 51   | +2'28"841                   | 17      |       |
| 15  | 31 | Esteban Ocon     | Alpine-Renault               | 50   | +1 giro                     | PL      |       |
| 16  | 77 | Valtteri Bottas  | Kick Sauber-Ferrari          | 50   | +1 giro                     | 16      |       |
| 17  | 11 | Sergio Pérez     | Red Bull Racing-Honda RBPT   | 49   | Collisione con C. Sainz Jr. | 4       |       |
| 18  | 55 | Carlos Sainz Jr. | Ferrari                      | 49   | Collisione con S. Pérez     | 3       |       |
| 19  | 18 | Lance Stroll     | Aston Martin Aramco-Mercedes | 45   | Freni                       | 13      |       |
| Rit | 22 | Yuki Tsunoda     | RB-Honda RBPT                | 14   | Danni da incidente          | 11      |       |

Lando Norris riceve un punto addizionale per aver segnato il giro più veloce della gara.

## Classifiche mondiali

### Piloti
| Pos | Pilota           | Punti |
| --- | ---------------- | ----- |
| 1   | Max Verstappen   | 313   |
| 2   | Lando Norris     | 254   |
| 3   | Charles Leclerc  | 235   |
| 4   | Oscar Piastri    | 222   |
| 5   | Carlos Sainz Jr. | 184   |
| 6   | Lewis Hamilton   | 166   |
| 7   | George Russell   | 143   |
| 8   | Sergio Pérez     | 143   |
| 9   | Fernando Alonso  | 58    |
| 10  | Lance Stroll     | 24    |
| 11  | Nico Hülkenberg  | 22    |
| 12  | Yuki Tsunoda     | 22    |
| 13  | Alexander Albon  | 12    |
| 14  | Daniel Ricciardo | 12    |
| 15  | Pierre Gasly     | 8     |
| 16  | Oliver Bearman   | 7     |
| 17  | Kevin Magnussen  | 6     |
| 18  | Esteban Ocon     | 5     |
| 19  | Franco Colapinto | 4     |

### Costruttori
| Pos | Costruttore                  | Punti |
| --- | ---------------------------- | ----- |
| 1   | McLaren-Mercedes             | 476   |
| 2   | Red Bull Racing-Honda RBPT   | 456   |
| 3   | Ferrari                      | 425   |
| 4   | Mercedes                     | 309   |
| 5   | Aston Martin Aramco-Mercedes | 82    |
| 6   | RB-Honda RBPT                | 34    |
| 7   | Haas-Ferrari                 | 29    |
| 8   | Williams-Mercedes            | 16    |
| 9   | Alpine-Renault               | 13    |

## Decisioni della FIA
Al termine della gara, Sergio Pérez e Carlos Sainz Jr. vengono convocati dai commissari sportivi per la collisione avvenuta tra i due piloti in fase di duello dopo la curva 2. Entrambi i piloti non ricevono sanzioni. La McLaren viene convocata per la presenza del personale e dell'attrezzatura presente in pit lane, durante lo svolgimento della corsa. Il costruttore britannico viene sanzionato con 5 000 euro da parte della Federazione. Nico Hülkenberg, Max Verstappen, Esteban Ocon e Pierre Gasly vengono convocati per aver superato sotto il regime di virtual safety car dopo l'esposizione della bandiera a scacchi. Tutti e quattro i piloti ricevono un avvertimento.